# Шкляревский, Сергей Иванович
Сергей Иванович Шкляревский (9 июля 1928, Бобруйский округ — 3 ноября 2021, Покрашево) — советский и белорусский медик. Герой Социалистического Труда (1978).

## Биография
Родился 9 июля 1928 года в деревне Серяги Бобруйского округа Республики Беларусь в крестьянской семье.
В годы Великой Отечественной войны находился на оккупированной территории; его отец, партизан, был расстрелян фашистами, мать умерла. Ему пришлось растить и воспитывать младших сестёр. После освобождения Беларуси воспитывался в семье дяди. В 1944—1945 годах жил в Ленинграде, работал слесарем в мастерских Октябрьской железной дороги. В сентябре 1945 года вернулся на родину.
В 1949 году окончил фельдшерско-акушерскую школу в Бобруйске. Был призван в армию, службу проходил в городе Лиепая, по состоянию здоровья был комиссован. С 1950 года до конца жизни работал заведующим фельдшерско-акушерским пунктом в селе Покрашево Слуцкого района Минской области. Врачей было мало и ему пришлось обслуживать три тысячи жителей в шести населённых пунктах. По его инициативе в фельдшерско-акушерском пункте были открыты зубной, физиотерапевтический, детский, терапевтический кабинеты и аптечный пункт. С 1969 года имел 1-ю квалификационную категорию, отличник здравоохранения.
Его работа отмечена орденом Ленина, Почётной грамотой Верховного Совета БССР. Указом Президиума Верховного Совета СССР от 23 октября 1978 года за большие заслуги в развитии народного здравоохранения Шкляревскому Сергею Ивановичу присвоено звание Героя Социалистического труда с вручением второго ордена Ленина и медали «Серп и Молот».
С. И. Шкляревский избирался делегатом третьего Всебелорусского народного собрания. На участке, который обслуживал фельдшер С. И. Шкляревский, насчитывалось примерно 900 человек. В 2006 году «Беларусьфильм» сняло о нём фильм «Доктор из Покрашево». В 2007 году ему было присвоено звание «Почетный гражданин Минской области».
Скончался 3 ноября 2021 года, в возрасте 93 лет.